# Marc M’Bahia
Marc M’Bahia (* 26. Dezember 1969 in Abidjan) ist ein ehemaliger ivorisch-französischer Basketballspieler.

## Laufbahn
M’Bahia wuchs in Abidjan auf, 1985 nahm er mit der Nationalmannschaft der Elfenbeinküste an der Afrikameisterschaft und 1986 an der Weltmeisterschaft in Spanien teil. Bei der WM war der zwei Meter große Innenspieler mit 9,8 Punkten je Begegnung zweitbester Werfer seiner Mannschaft.
Ab 1988 spielte er unterklassig in Frankreich und wechselte 1991 zum Erstligisten CSP Limoges. Dort blieb er bis 1999. M’Bahia, der die französische Staatsbürgerschaft annahm, wurde mit Limoges 1993 und 1994 Landesmeister, 1993 Sieger im Europapokal der Landesmeister, 1994 und 1995 Pokalsieger und 1992 sowie 1998 französischer Vizemeister. Zu den Stärken des mit zwei Metern für die Innenposition recht kleinen M’Bahias gehörten der Rebound, im Angriff erzielte er während seiner Limogeser Zeit in der Saison 1993/94 (8,2 Punkte/Spiel) seinen besten Durchschnittswert.
Sein Abschied aus Limoges sorgte für Schlagzeilen, es kam zum Rechtsstreit zwischen M’Bahia mit CSP-Funktionären, darunter seinem früheren Berater Didier Rose, die sich gegenseitig Erpressung vorwarfen. M’Bahia erhielt Schadenersatz in Höhe von rund 238 000 Euro zugesprochen.
In der Saison 1999/2000 spielte er für den italienischen Erstligisten Viola Reggio Calabria, 2000/01 bei Lineltex Imola und 2001/02 erneut bei Reggio Calabria. 2002/03 gehörte er zur Mannschaft von Telecom Portugal Lissabon, die 2003 portugiesischer Meister wurde.